# El Maguey, Nuevo León
El Maguey är en ort i Mexiko.   Den ligger i kommunen Allende och delstaten Nuevo León, i den centrala delen av landet, 700 km norr om huvudstaden Mexico City. El Maguey ligger 433 meter över havet och antalet invånare är 106.
Terrängen runt El Maguey är varierad, och sluttar österut. Runt El Maguey är det ganska glesbefolkat, med 32 invånare per kvadratkilometer. Närmaste större samhälle är Allende, 3,5 km söder om El Maguey. Omgivningarna runt El Maguey är en mosaik av jordbruksmark och naturlig växtlighet.